# Tiranet orellut capgrís
El tiranet orellut capgrís (Leptopogon superciliaris) és una espècie d'ocell neotropical l'àrea del qual de distribució s'estén des de Costa Rica fins a Veneçuela i Bolívia.

## Taxonomia
Alguns autors consideren que la població més meridional (entre Perú i Bolívia) pertany a una espècie diferent:
- tiranet orellut ventreblanc[3](Leptopogon albidiventer  Hellmayr, 1918).